# Ormyrus keralensis
Ormyrus keralensis är en stekelart som beskrevs av T.C. Narendran och Abdurahiman 1990. Ormyrus keralensis ingår i släktet Ormyrus och familjen kägelglanssteklar. Inga underarter finns listade i Catalogue of Life.